# Megalodoras uranoscopus
Megalodoras uranoscopus är en fiskart som först beskrevs av Eigenmann och Eigenmann, 1888.  Megalodoras uranoscopus ingår i släktet Megalodoras och familjen Doradidae. Inga underarter finns listade i Catalogue of Life.